# Lee Hyeon-Ji
Lee Hyeon-Ji (25 de febrero de 2007) es una deportista surcoreana que compite en judo. Ganó una medalla de bronce en el Campeonato Mundial de Judo de 2025 y dos medallas en el Campeonato Asiático de Judo, oro en 2024 y bronce en 2025.

## Palmarés internacional
| Campeonato Mundial  | Campeonato Mundial  | Campeonato Mundial | Campeonato Mundial |
| Año                 | Lugar               | Medalla            | Categoría          |
| ------------------- | ------------------- | ------------------ | ------------------ |
| 2025                | Budapest (Hungría)  | Medalla de bronce  | +78 kg             |
| Campeonato Asiático |                     |                    |                    |
| Año                 | Lugar               | Medalla            | Categoría          |
| 2024                | Hong Kong (China)   | Medalla de oro     | +78 kg             |
| 2025                | Bangkok (Tailandia) | Medalla de bronce  | +78 kg             |